# Элк-Сити (Айдахо)
Элк-Си́ти (англ. Elk City) — неинкорпорированная статистически обособленная местность в округе Айдахо, штат Айдахо, США. По оценкам на 2007 год население составляло 1 962 человек. Элк-Сити был основан старателями в августе 1861 года. Своё название он получил по ручью Биг-Элк (англ. Big Elk Creek). Поселение расположено в центральной части округа Айдахо, в 80 км от окружного центра Грейнджвилла. Высота Элк-Сити составляет 1 213 м. Элк-Сити является конечным пунктом шоссе ID-14, поблизости имеется аэропорт.
| Климатограмма Элк-Сити                                      | Климатограмма Элк-Сити | Климатограмма Элк-Сити | Климатограмма Элк-Сити | Климатограмма Элк-Сити | Климатограмма Элк-Сити | Климатограмма Элк-Сити | Климатограмма Элк-Сити | Климатограмма Элк-Сити | Климатограмма Элк-Сити | Климатограмма Элк-Сити | Климатограмма Элк-Сити |
| ----------------------------------------------------------- | ---------------------- | ---------------------- | ---------------------- | ---------------------- | ---------------------- | ---------------------- | ---------------------- | ---------------------- | ---------------------- | ---------------------- | ---------------------- |
| Я                                                           | Ф                      | М                      | А                      | М                      | И                      | И                      | А                      | С                      | О                      | Н                      | Д                      |
| 84.8 −1 −16                                                 | 68.1 2 −14             | 62.2 4 −14             | 53.6 8 −6              | 57.4 13 −2             | 55.6 18 2              | 33.8 24 3              | 31.2 24 2              | 33.8 19 −2             | 38.4 12 −5             | 81.0 3 −10             | 90.9 −1 −16            |
| Температура в °C • Сумма осадков в мм Источник: weather.com |                        |                        |                        |                        |                        |                        |                        |                        |                        |                        |                        |